# Chiesa di Santa Margherita (Sant'Olcese)
La chiesa di Santa Margherita è un luogo di culto cattolico situato nella frazione di Casanova, in piazza Santa Margherita, nel comune di Sant'Olcese nella città metropolitana di Genova. La chiesa è sede della parrocchia omonima del vicariato di Sant'Olcese-Serra Riccò dell'arcidiocesi di Genova.

## Storia e descrizione

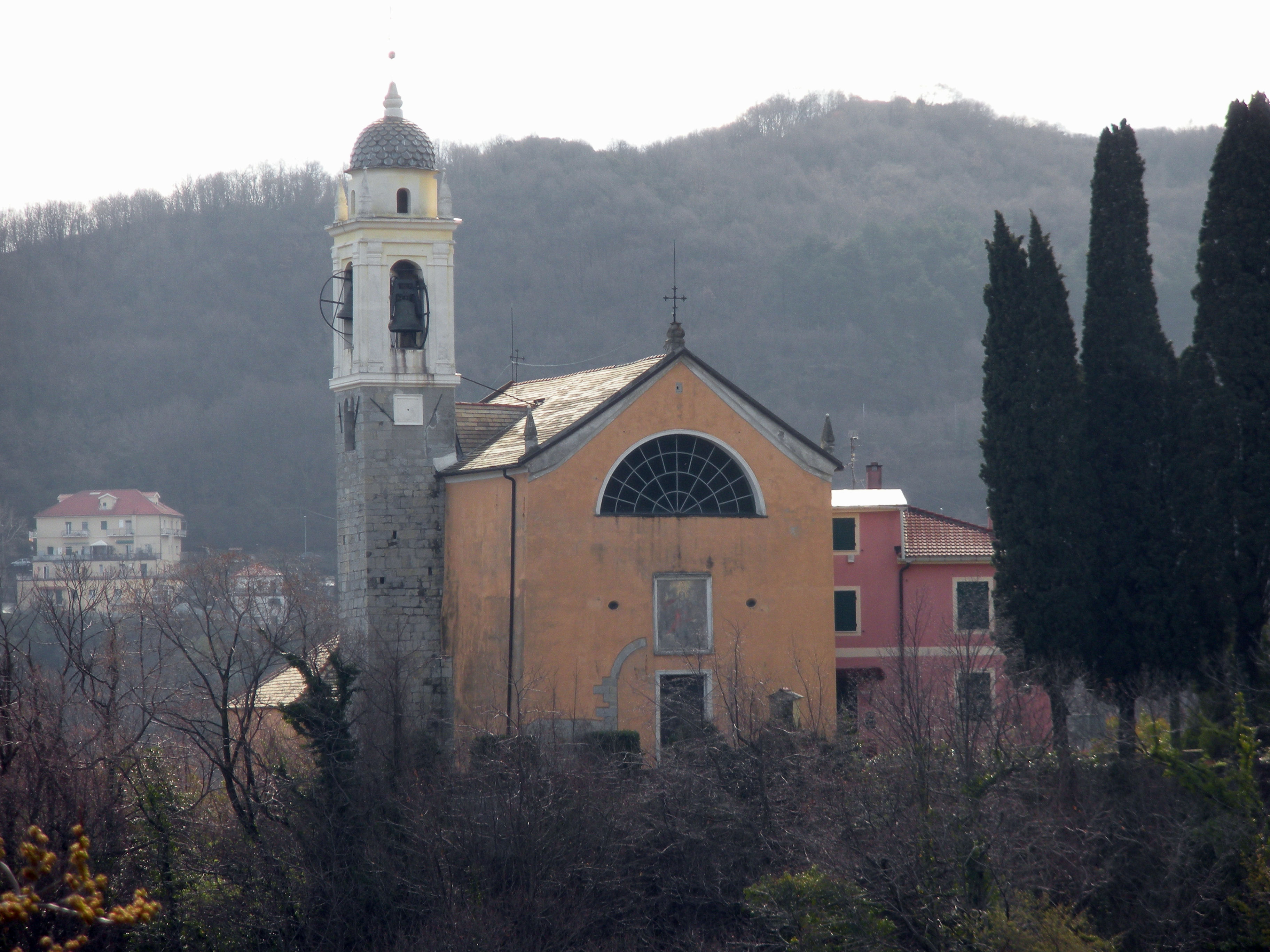
Altra visuale della parrocchiale

Secondo alcune testimonianze storiche la prima citazione dell'edificio religioso risalirebbe al 1100, quando il pontefice Alessandro III mise la chiesa sotto la protezione della comunità religiosa; tale documento risulta, però, ad oggi perduto o scomparso. La prima vera citazione ufficiale è risalente in un atto testamentario, di un certo Simone Doria, datato al 26 gennaio del 1212 dove in tale documento viene lasciato un lascito verso la chiesa. Nel XIII secolo inoltre fu elevata al titolo di parrocchiale.
I primi lavori di restauro sembrerebbero risalire, così come attesta una lapide, al 1º settembre del 1336 dove per alcuni storici fu prolungata la struttura della chiesa, per altri fu eseguita l'erezione di una nuova cappella e di un altare. Altri lavori di manutenzione, specie del tetto e delle vetrate, furono eseguiti nel corso del XVII secolo e in parte eseguiti anche agli inizi del Settecento; tali lavori furono finanziati dalla vendita di terre adiacenti e di alberi, vendite che riusciranno a finanziare i necessari lavori di danneggiamento causati dalle violente grandinate.
L'interno della chiesa, ad un'unica navata, presenta nel totale cinque altari in marmo decorati da stucchi e pregiati dipinti dell'epoca. I primi due altari sono intitolati a sant'Antonio abate, devastato dall'esercito austriaco nel 1747 e successivamente rifatto nel 1766, e alla Madonna del Carmine citato in un antico atto notarile del XVI secolo. Il terzo altare è dedicato al Santissimo Crocifisso che, secondo un documento, fu intitolato mercoledì 14 dicembre del 1644 dal rettore della chiesa; l'odierno altare è stato scolpito nel 1714.
La statua della Madonna del Rosario è collocata nell'altare a lei dedicato dal 1600, anche se originariamente tale effigie marmorea fu destinata alla basilica di Santa Maria delle Vigne di Genova; la statua fu però ritenuta troppo piccola dai proprietari della chiesa genovese e pertanto si decise di venderla ai parrocchiani di Casanova. Durante l'invasione austriaca del 1747 la statua fu derubata dei pregiati ori e corone e spezzata una mano della Vergine successivamente riattaccata.
La struttura religiosa fu inoltre devastata dalla violenza dei fulmini nel corso dei secoli XVIII e XIX, tanto che in un settimanale del 4 maggio 1890 fu lanciato un appello alla comunità religiosa genovese perché contribuisse ai necessari lavori di restauro. Grazie ai fondi pervenuti dalle diverse comunità i lavori furono pertanto avviati, conclusi nel 1892 e il 17 maggio del 1896 il vescovo di Acqui Pietro Balestra poté consacrare la nuova chiesa ai santi Margherita e Lorenzo.
Dichiarata in seguito monumento nazionale fu sconvolta dalla violenta alluvione del 7 e 8 ottobre 1970 che danneggiò Genova e altri comuni limitrofi come Sant'Olcese. La furia delle acque provocò il vistoso danneggiamento della struttura rendendo l'edificio non più agibile e pericolante. Pochi giorni dopo, il 15 ottobre, l'allora sindaco stabilì la chiusura immediata dello stabile e l'urgente evacuazione della vicina canonica. La richiesta di nuovi lavori, secondo alcuni mai ascoltati, si protrassero per circa cinque anni dopo l'alluvione e persino il quotidiano ligure de Il Secolo XIX aprì sottoscrizioni di solidarietà.
L'8 ottobre del 1975 si diede inizio alla nuova opera di consolidamento e restauro degli interni ed esterni e, dopo una durata di cinque anni, il 22 giugno del 1980 il cardinale e arcivescovo di Genova Giuseppe Siri poté inaugurare l'edificio. Altri lavori furono eseguiti negli anni a seguire, specie all'interno della chiesa.